# San Francisco (Agusan del Sur)
San Francisco (Bayan ng San Francisco) är en kommun i Filippinerna. Kommunen ligger på ön Mindanao, och tillhör provinsen Agusan del Sur. Folkmängden uppgår till 74 542 invånare år 2015.

## Barangayer
San Francisco är indelat i 27 barangayer.
| - Alegria - Bayugan 2 - Borbon - Caimpugan - Ebro - Hubang - Lapinigan - Lucac - Mate - New Visayas - Pasta - Pisa-an - Barangay 1 (Pob.) - Barangay 2 (Pob.) | - Barangay 3 (Pob.) - Barangay 4 (Pob.) - Barangay 5 (Pob.) - Rizal - San Isidro - Santa Ana - Tagapua - Bitan-agan - Buenasuerte - Das-agan - Karaos - Ladgadan - Ormaca |